# Трищетинник жорсткий
Трищетинник жорсткий (Trisetum rigidum) — вид однодольних квіткових рослин з родини злакових (Poaceae).

## Опис
Багаторічник; нещільно скупчений; кореневища подовжені. Стебла прямовисні або колінчасто підняті, 30–45 см завдовжки, 2–5-вузлові, вузли запушені. Листові пластинки завдовжки 2–6 см, 2–4 мм ушир, жорсткі, голі, сизі, верхівка загострена; листкові піхви на поверхні голі; язичок 1.6–3 мм завдовжки. Волоть еліптична чи довгаста, 2.5–8 см завдовжки, 1.5–2.5 см ушир; первинні гілки волоті притиснуті. Родючі колоски з 2–4 плодючих квіточок, довгасті, стиснуті з боків, 8–11 мм у довжину, при зрілості розчленовуються під кожною родючою квіточкою. Колоскові луски подібні, блискучі, 1-кілеві, пурпурні, верхівки гострі; нижня луска ланцетоподібна, 3.8–4.8 мм, 0.66–0.75 довжини верхньої, 1-жилкова; верхня луска еліптична, 6–7.7 мм, 1–1.2 довжина сусідньої фертильної леми, 3-жилкова. Плодюча лема еліптична, 5–7.5 мм завдовжки, блискуча, кілювата, 5-жилкова, верхівка зубчаста, 1-остюкова, загальна довжина 4–8 мм. Палея 4–4.8 мм.

## Поширення
Поширення: Іран, Туреччина, Україна, Північний Кавказ, Південний Кавказ.
В Україні вид росте на сухих кам'янистих схилах, скелях та осипах — у Криму дуже рідко (точні місця знаходження невідомі).